# 村川梨衣
村川梨衣（日语：／ Murakawa Rie，1990年6月1日—）是日本的女性聲優、歌手。Stay Luck所屬。

## 人物簡介
成為聲優的契機，是小學五年級時觀看動畫HUNTER×HUNTER，被主角小傑的魅力所感動，憧憬其人格特質，因而冒出成為聲優的想法。
獲得由Frontier Works所主辦的Frontier Works challenge 2010聲優部門優秀賞。2011年3月畢業於Human Academy，成為東京俳優生活協同組合的一員。
暱稱（中文音译为“梨衣熊”，有时简称为“熊”）是由聲優廣橋涼命名，帶有熱情（passion）、行動（action）、高昂（high tension）的意義。
給同社的前輩佐藤利奈的第一印象為長相美麗可愛。不過當村川得意忘形地追問：「希望誰成為你現實中的妹妹？」時，佐藤卻果斷地選了佐倉綾音，原因是村川太好動活潑，似乎難以照料，而佐倉則乖巧可愛。自稱自己年齡是「永遠的12歲」。
2016年6月1日，在自己生日當天發行首張單曲歌手出道。同年8月26日，登上《Animelo Summer Live 2016 刻-TOKI-》演出。

## 演出作品
粗體為主角

### 電視動畫
2010年
- FAIRY TAIL（魔導士、女僕、觀眾、囚犯、人質）

2011年
- FAIRY TAIL（貝絲·邦達伍特）

2012年
- FAIRY TAIL（可可）
- CØDE:BREAKER（少女）
- 光明之心 ～幸福的麵包～（小孩1）
- 只要妳說妳愛我（女子）
- レゴ フレンズ 〜ともだちキラキラ!ものがたり〜（ステファニー）

2013年
- AKB0048 next stage（研究生A）
- 我女友與青梅竹馬的慘烈修羅場（女學生A）
- 麵包超人（小孩）
- 斷裁分離的罪惡之剪（女學生）
- Vividred Operation（二葉葵[11]）
- 科學超電磁砲S（聲、委託者（電話女））
- HUNTER×HUNTER（蕾娜）
- 悠悠式（女學生1、學妹B）
- 黃金拼圖（豬熊美月）
- 夜櫻四重奏 -花之歌-（2丁目的孩子B）
- 機巧少女不會受傷（女學生）
- 悠悠哉哉少女日和（一條螢[12]）

2014年
- SONIANI -SUPER SONICO THE ANIMATION-（小祭響）
- Z/X IGNITION（貓妖精）
- Wake Up, Girls!（女僕）
- 魔劍姬！通（黑兔）
- 魔法少女大戰（小張凜）
- 愛絲卡&羅吉的鍊金工房～黃昏天空之鍊金術士～（愛絲卡·玫莉耶）
- 請問您今天要來點兔子嗎？（惠）
- 龍孃七七七埋藏的寶藏（岬鷗）
- 精靈使的劍舞（學生、女學生）
- 半熟偶像（蒼井琉璃）
- 記錄的地平線 第二期（莉潔、皮亞妮西西莫）
- 日常生活中的異能戰鬥（田中命運子）
- TRINITY SEVEN（倉田由衣）
- 四月是你的謊言（參加者）

2015年
- 四月是你的謊言（女學生）
- 百合熊風暴（大木蝶子）
- 在地下城尋求邂逅是否搞錯了什麼（蒂奧娜·席呂特）
- 境界之輪迴（鳳）
- SHOW BY ROCK!!（賈桂林）
- 你好！！黃金拼圖（豬熊美月）
- 干支魂（小喵）
- 若葉女孩（真柴直[13]）
- 悠悠哉哉少女日和 Repeat（一條螢）
- 請問您今天要來點兔子嗎？？（惠）

2016年
- 紅殼的潘朵拉（兔子）
- 夢幻之星Online2 The Animation（近衛美嘉）
- Re：從零開始的異世界生活（拉姆）
- 境界之輪迴 第2期（鳳）
- 田中君總是如此慵懶（西園寺）
- SHOW BY ROCK!!SHORT!!（賈桂林）
- SHOW BY ROCK!!#（賈桂林）
- 斯黛拉的魔法（村上椎奈）
- 無畏魔女（管野直枝）

2017年
- 學園少女突襲者 Animation Channel（栗本遙）
- 鎖鏈戰記 ～赫克瑟塔斯之光～（琪琪）
- 小魔女學園（康絲坦茲·布倫班克·阿爾布雷希茨貝格[14]、旺加里[15]）
- One Room（桃原奈月[16]）
- 不要輸！！惡之軍團！（KAKUWA☆旁白們 第9話旁白）
- 月色真美（西尾千夏[17]）
- Re:CREATORS（煌樹真美香[18]）
- 在地下城尋求邂逅是否搞錯了什麼 外傳 劍姬神聖譚（蒂奧娜·席呂特）
- 噗利噗利奇（日语：プリプリちぃちゃん!!）（小奇）
- 徒然喜歡你（細川數子）
- 動作女英雄啦啦水果（黑酒路子[19]）

2018年
- 新幹線戰士（大門山貫）
- 漫畫女孩（女子高生）
- 極道超女（杏子）
- 卡利古拉（柏葉琴乃）

2019年
- 粉彩回憶（町屋結衣奈[20]）
- 魔法禁書目錄III（電話聲）
- Star☆Twinkle 光之美少女（艾溫、巨蟹座的公主）
- 異世界四重奏（拉姆[21]）
- 在地下城尋求邂逅是否搞錯了什麼II（蒂奧娜·席呂特）
- 我的英雄學院 第4期（泡泡女孩）

2020年
- 科學超電磁砲T（委託者（電話女））
- 異世界四重奏2（拉姆）
- 棒球大聯盟2nd 第2期（椛島阿妮塔）
- 決鬥大師King（コニー）
- 更多!怪俠佐羅利（奈莉）
- Re：從零開始的異世界生活 2nd season（拉姆）
- 高校之神（賽頓）
- 請問您今天要來點兔子嗎？BLOOM（惠）
- One Room 第3期（桃原奈月[22]）
- 在地下城尋求邂逅是否搞錯了什麼III（蒂奧娜·席呂特）

2021年
- 裝甲娘戰機（唯）
- 寶可夢 旅途（茂詩）
- 悠悠哉哉少女日和 Nonstop（一條螢）
- 世界魔女出動！（管野直枝）
- 記錄的地平線 圓桌崩壞（莉潔）
- SHOW BY ROCK!! STARS!!（賈桂林）
- 我的英雄學院 第5期（泡泡女孩）
- 古見同學有交流障礙症。（長名馴染）

2022年
- 古見同學有交流障礙症。 第2期（長名馴染）
- 更多！認真地不認真的怪俠佐羅利 第3系列（奈莉）
- 決鬥大師 KINGMAX（柯妮）
- 因為是反派大小姐所以養了魔王（蕾琪兒·達尼斯）

2023年
- 殭屍100～在成為殭屍前要做的100件事～（久美子）
- 偶像大師 百萬人演唱會！（松田亞利沙[23]）

2024年
- Re:從零開始的異世界生活 3rd season（拉姆）

2026年
- Re:從零開始的異世界生活 4th season（拉姆[24]）

### OVA
2014年
- 悠悠哉哉少女日和（一條螢）※原作第7卷附贈OAD特裝版

2016年
- 悠悠哉哉少女日和 Repeat（一條螢）※原作第10卷附贈OAD特裝版

2017年
- 請問您今天要來點兔子嗎？？ ～Dear My Sister～（惠）

2018年
- Re:從零開始的異世界生活 Memory Snow（拉姆[25]）

2019年
- 請問您今天要來點兔子嗎？？ 〜Sing For You〜（惠）
- Re:從零開始的異世界生活 冰結之絆（拉姆）[26]

### 劇場版動畫
2013年
- 劇場版 Hunter × Hunter 緋色幻影[[[Wikipedia:格式手册/链接#章節|錨點失效]]]

2016
- 黃金拼圖 Pretty Days（豬熊美月）

2017年
- 劇場版 TRINITY SEVEN -悠久圖書館與鍊金術少女-（倉田由衣）

2018年
- Re:從零開始的異世界生活 Memory Snow（拉姆）

2019年
- 劇場版 TRINITY SEVEN -天空圖書館與緋紅的魔王-（倉田由衣）
- 劇場版新幹線戰士：來自未來的神速ALFA-X（大門山貫）

2021年
- 黃金拼圖 Thank you!!（豬熊美月）

2022年
- 異世界四重奏〜Another World〜（拉姆）

### 網路動畫
2015年
- 怪物彈珠（焰花燐）

2021年
- 干支魂～貓客萬來～（小喵）

### 遊戲
2011年
- LORD of VERMILION Re:2（イシュタル）
- 最終幻想 零式（曲目參加）
- pop'n music portable2（ミミ）

2013年
- 愛絲卡&羅吉的鍊金工房～黃昏天空之鍊金術士～（愛絲卡·玫莉耶）
- 女友伴身邊（白瀨綴）
- 偶像大師 百萬人演唱會！（松田亞利沙）

2014年
- 限界凸記 萌萌編年史（莉莉亞）
- 白貓Project（卡蒂亞）

2015年
- 白貓Project（神樂·黑鐵）
- CLOSERS（伊麗娜·彼得羅芙娜）

2016年
- ISLAND（伽藍堂紗羅）
- 鋼鐵少女（薩拉托加、弗萊徹、空想）
- 戰艦少女R（納爾遜、蘇利文）

2017年
- 閃耀幻想曲（村上椎奈、惠）
- 偶像大師 百萬人演唱會！劇場時光（松田亞利沙）

2019
- Fire Emblem Heroes（陽炎、愛絲特）

2020年
- Crash Fever（拉姆）
- 明日方舟（苦艾）

2022年
- 偶像榮耀（miho）
- 守望傳說 (辛緹拉)

2023年
- 魔法禁书目录 幻想收束（电话女）

### 廣播
- 廣橋涼×長嶋遙×悠りょう（參與《教えて！りえしょん先生》的段落）
- four-tune!（Marine ENTERTAINMENT：2012年12月21日－）[27]

### 網路電視動畫
- 2.5次元電視（播報員）

#### 廣播劇
- Listen WONDER GROUND（赤坂駅『龍はドカドカ』）

### 旁白

#### CM・PV
- オレ様キングダム 恋もマンガもデビューを目指せ！ドキドキLOVEレッスン

### 廣播劇CD
2011年
- 地獄廚房

2012年
- 修羅場戀人！

2013年
- 四百二十連敗女孩（椿玲奈）※單行本第2卷特裝版同梱

## 音樂作品

### 單曲
|            | 發售日         | 標題                                | 規格產品編號                                          | 規格產品編號 | Oricon 最高排名 |
| 初回限定盤 | 發售日         | 標題                                | 通常盤                                                |              | Oricon 最高排名 |
| ---------- | -------------- | ----------------------------------- | ----------------------------------------------------- | ------------ | --------------- |
| 1st        | 2016年6月1日   | Sweet Sensation/Baby, My First Kiss | COZC-1164/5（初回限定盤A） COZC-1166/7（初回限定盤B） | COCC-17126   | 13名            |
| 2nd        | 2016年11月2日  |                                     | COZC-1250/1                                           | COCC-17138   | 27名            |
| 3rd        | 2017年5月17日  | Tiny Tiny / Fantasy                 | COZC-1312/3（初回限定盤A） COZC-1314/5（初回限定盤B） | COCC-17259   | 14名            |
| 4th        | 2017年10月11日 | Night terror                        | COZC-1373/4                                           | COCC-17343   | 16名            |
| 5th        | 2018年5月23日  | Distance                            | COZC-1440-1                                           | COCC-17456   | 28名            |
| 6th        | 2019年2月20日  |                                     | COZC-1516-7                                           | COCC-17555   | 33名            |

### 專輯
|            | 發售日        | 標題        | 規格產品編號                      | 規格產品編號 | 最高排名 |
| 初回限定盤 | 發售日        | 標題        | 通常盤                            |              | 最高排名 |
| ---------- | ------------- | ----------- | --------------------------------- | ------------ | -------- |
| 1st        | 2017年1月11日 | RiEMUSiC    | COZX-1270/1                       | COCX-39786   | 17位     |
| 2nd        | 2018年2月28日 | RiESiNFONiA | COZX-1414/5（A） COZX-1416/7（B） | COCX-40277   | 20位     |

### 商業搭配
| 歌曲            | 商業搭配                                       | 年份   |
| --------------- | ---------------------------------------------- | ------ |
| Sweet Sensation | 電視動畫《12歲。～小小胸口的怦然心動～》片頭曲 | 2016年 |
|                 | 電視動畫《我太受歡迎了，該怎麼辦？》片尾曲     | 2016年 |
| Tiny Tiny       | 電視動畫《Frame Arms Girl 骨裝機娘》片頭曲     | 2017年 |
| Distance        | 電視動畫《極道超女》片頭曲                     | 2018年 |
|                 | 電視動畫《琴之森第二季》片尾曲                 | 2019年 |

### 角色歌
| 發售日   | 商品名稱                                                        | 演唱名義 | 歌曲                                                             | 備註                                             |
| 2013年   | 2013年                                                          | 2013年 | 2013年                                                           | 2013年                                           |
| -------- | --------------------------------------------------------------- | --- | ---------------------------------------------------------------- | ------------------------------------------------ |
| 3月27日  | Vividred Operation Blu-ray&DVD 第1卷特典CD                      | 一色茜（佐倉綾音）、二葉葵（村川梨衣） | 「WE ARE ONE!」                                                  | 電視動畫《Vividred Operation》片尾曲             |
| 3月27日  | Vividred Operation Blu-ray&DVD 第1卷特典CD                      | 二葉葵（村川梨衣） | 「」                                                             | 電視動畫《Vividred Operation》相關歌曲           |
| 4月24日  | THE IDOLM@STER LIVE THE@TER PERFORMANCE 01 Thank You!           | 765 MILLIONSTARS | 「Thank You!」                                                   | 遊戲《偶像大師 百萬人演唱會！》主題曲            |
| 4月24日  | THE IDOLM@STER LIVE THE@TER PERFORMANCE 01 Thank You!           | 765THEATER ALLSTARS | 「Thank You! （765THEATER ver.）」                               | 遊戲《偶像大師 百萬人演唱會！》主題曲            |
| 5月29日  | Vividred Operation Blu-ray&DVD 第3卷特典CD                      | 一色茜（佐倉綾音）、二葉葵（村川梨衣）、三枝若葉（大坪由佳）、四宮向日葵（內田彩）、黑騎零（內田真禮） | 「Vivid Shining Sky」                                            | 電視動畫《Vividred Operation》片尾曲             |
| 5月29日  | Vividred Operation Blu-ray&DVD 第3卷特典CD                      | 一色茜（佐倉綾音）、二葉葵（村川梨衣）、三枝若葉（大坪由佳）、四宮向日葵（內田彩）、黑騎零（內田真禮） | 「Let's be together!!」                                          | 電視動畫《Vividred Operation》相關歌曲           |
| 7月26日  | HOLiDAY HOLyDAY                                                 | （村川梨衣） | 「walkers」 「」                                                 |                                                  |
| 11月6日  |                                                                 | 宮內蓮華（小岩井小鳥）、一條螢（村川梨衣）、越谷夏海（佐倉綾音）、越谷小鞠（阿澄佳奈） | 「」                                                             | 電視動畫《悠悠哉哉少女日和》片尾曲               |
| 11月6日  | 一條螢（村川梨衣）、越谷夏海（佐倉綾音）                        | 「」 | 網路廣播節目《悠悠哉哉少女日和 》片頭曲                          |                                                  |
| 12月25日 | THE IDOLM@STER LIVE THE@TER PERFORMANCE 09                      | 秋月律子（若林直美）、木下日向（田村奈央）、佐竹美奈子（大關英里）、松田亞利沙（村川梨衣） | 「」                                                             | 遊戲《偶像大師 百萬人演唱會！》相關歌曲          |
| 12月25日 | THE IDOLM@STER LIVE THE@TER PERFORMANCE 09                      | 松田亞利沙（村川梨衣） | 「」                                                             | 遊戲《偶像大師 百萬人演唱會！》相關歌曲          |
| 12月25日 | 悠悠哉哉少女日和 Blu-ray&DVD 第1卷特典CD                        | 一條螢（村川梨衣） | 「」                                                             | 電視動畫《悠悠哉哉少女日和》相關歌曲             |
| 2014年   |                                                                 | |                                                                  |                                                  |
| 5月28日  | 悠悠哉哉少女日和 Blu-ray&DVD 第6卷特典CD                        | 宮內蓮華（小岩井小鳥）、一條螢（村川梨衣） | 「」                                                             | 電視動畫《悠悠哉哉少女日和》相關歌曲             |
| 5月28日  |                                                                 | 智麻惠隊 | 「」                                                             | 電視動畫《請問您今天要來點兔子嗎？》片尾曲       |
| 8月27日  | 請問您今天要來點兔子嗎？ 角色歌專輯                             | 智麻惠隊 | 「」                                                             | 電視動畫《請問您今天要來點兔子嗎？》相關歌曲     |
| 9月17日  | Run Diva Run                                                    | [ 成員 4 ] | 「Run Diva Run」                                                 | 動畫《》片頭曲                                   |
| 9月17日  | Run Diva Run                                                    | [ 成員 4 ] | 「Encore」                                                       | 動畫《》片尾曲                                   |
| 11月19日 | SHaVaDaVa in AMAZING♪                                           | 由衣雷玟♡ | 「SHaVaDaVa in AMAZING♪」                                        | 電視動畫《TRINITY SEVEN》片尾曲                  |
| 11月26日 | THE IDOLM@STER LIVE THE@TER HARMONY 05                          | Ricotta | 「HOME, SWEET FRIENDSHIP」 「Welcome!!」                         | 遊戲《偶像大師 百萬人演唱會！》相關歌曲          |
| 11月26日 | THE IDOLM@STER LIVE THE@TER HARMONY 05                          | 松田亞利沙（村川梨衣） | 「Up!10sion♪Pleeeeeeeeease!」                                    | 遊戲《偶像大師 百萬人演唱會！》相關歌曲          |
| 12月24日 | pop'n music 原聲帶 Vol.1                                        | 貓叉Master feat. | 「TWINKLING」                                                    | 遊戲《》相關歌曲                                 |
| 2015年   |                                                                 | |                                                                  |                                                  |
| 4月4日   | THE IDOLM@STER LIVE THE@TER SOLO COLLECTION Vol.01              | 松田亞利沙（村川梨衣） | 「」                                                             | 遊戲《偶像大師 百萬人演唱會！》相關歌曲          |
| 4月22日  |                                                                 | 小喵（村川梨衣） | 「」                                                             | 電視動畫《干支魂》片頭曲                         |
| 4月22日  | 「」 「」                                                       | 小喵（村川梨衣） | 電視動畫《干支魂》相關歌曲                                       |                                                  |
| 4月22日  | blue moment                                                     | 萌力BOB | 「blue moment」                                                  | 電視動畫《干支魂》片尾曲                         |
| 4月22日  | blue moment                                                     | [ 成員 9 ] | 「」                                                             | 廣播節目《干支魂Radio〜〜》主題曲                |
| 4月22日  | blue moment                                                     | 萌力BOB | 「blue moment （LIVE ARRANGE ver.）」                            | 電視動畫《干支魂》片尾曲                         |
| 4月30日  | SHOW BY ROCK!! - Criticrista - Single                           | Criticrista | 「」                                                             | 遊戲《SHOW BY ROCK!!》相關歌曲                   |
| 5月13日  | 干支魂 Blu-ray&DVD 第貳卷 限定版特典                            | 小喵（村川梨衣） | 「」                                                             | 電視動畫《干支魂》片尾曲                         |
| 5月20日  | 干支魂角色歌迷你專輯（1）「」                                   | 小喵（村川梨衣）、小哞（松井惠理子）、小雛（佐佐木未來） | 「」                                                             | 電視動畫《干支魂》相關歌曲                       |
| 5月20日  | 干支魂角色歌迷你專輯（1）「」                                   | 小喵（村川梨衣） | 「」 「」                                                        | 電視動畫《干支魂》相關歌曲                       |
| 6月3日   |                                                                 | Criticrista | 「」 「Attention, Please!!」                                     | 電視動畫《SHOW BY ROCK!!》相關歌曲               |
| 7月15日  |                                                                 | 智麻惠隊 | 「」                                                             | 電視動畫《請問您今天要來點兔子嗎？》相關歌曲     |
| 7月15日  | 惠（村川梨衣）                                                  | 「」 |                                                                  | 電視動畫《請問您今天要來點兔子嗎？》相關歌曲     |
| 8月12日  | 點兔DJ混音／請問您今天要來點兔子嗎？角色歌組曲                  | 智麻惠隊 | 「」 「」 「」 「」                                              | 電視動畫《請問您今天要來點兔子嗎？》相關歌曲     |
| 8月26日  |                                                                 | 一年藤組 | 「」                                                             | 電視動畫《若葉女孩》相關歌曲                     |
| 9月9日   |                                                                 | 宮內蓮華（小岩井小鳥）、一條螢（村川梨衣）、越谷夏海（佐倉綾音）、越谷小鞠（阿澄佳奈） | 「」                                                             | 電視動畫《悠悠哉哉少女日和 Repeat》片尾曲        |
| 9月9日   | 一條螢（村川梨衣）、越谷夏海（佐倉綾音）                        | 「」 | 電視動畫《悠悠哉哉少女日和 Repeat》相關歌曲                      |                                                  |
| 9月13日  | Z/X -Zillions of enemy X- NF DramaCD （5）「」                  | 上柚木八千代（村川梨衣）、（村中知） | 「Changing the Fate」                                            | 廣播劇CD「」插入曲                               |
| 9月16日  | SHOW BY ROCK!! Blu-ray 第4卷 限定版特典 迷你專輯                | 賈桂林（村川梨衣） | 「」 「Attention, Please!!」                                     | 電視動畫《SHOW BY ROCK!!》相關歌曲               |
| 9月30日  | THE IDOLM@STER LIVE THE@TER DREAMERS 01 Dreaming!               | MILLION ALLSTARS | 「Welcome!!」                                                    | 遊戲《偶像大師 百萬人演唱會！》相關歌曲          |
| 10月28日 | SHOW BY ROCK!! Blu-ray特裝限定版 第5卷 特典CD                   | 霍爾米（五十嵐裕美）、賈桂林（村川梨衣） | 「Rhythm Friends」                                               | 電視動畫《SHOW BY ROCK!!》相關歌曲               |
| 11月11日 |                                                                 | 智麻惠隊 | 「」                                                             | 電視動畫《請問您今天要來點兔子嗎？？》片尾曲     |
| 11月11日 | 「」                                                            | 智麻惠隊 | 電視動畫《請問您今天要來點兔子嗎？？》相關歌曲                   |                                                  |
| 12月2日  | 鎖鏈戰記角色歌專輯「」                                          | （村川梨衣） | 「Barracuda No.1」                                               | 遊戲《鎖鏈戰記》相關歌曲                         |
| 12月2日  | 鎖鏈戰記角色歌專輯「」                                          | （今井麻美）、（內田彩）、（村川梨衣）、（大坪由佳） | 「SUKI SUKI REAL」                                               | 遊戲《鎖鏈戰記》相關歌曲                         |
| 12月2日  | 鎖鏈戰記角色歌專輯「」                                          | （綠川光）、（今井麻美）、（內田彩）、（村川梨衣）、（大坪由佳） | 「」                                                             | 遊戲《鎖鏈戰記》相關歌曲                         |
| 12月2日  | 鎖鏈戰記角色歌專輯「」                                          | 村坪研究所 | 「」                                                             | 廣播節目《村川梨衣、大坪由佳的村坪研究所》主題曲 |
| 12月25日 | 悠悠哉哉少女日和 Repeat Blu-ray&DVD 第4卷特典CD                 | 一條螢（村川梨衣） | 「」                                                             | 電視動畫《悠悠哉哉少女日和 Repeat》相關歌曲      |
| 2016年   |                                                                 | |                                                                  |                                                  |
| 1月27日  | THE IDOLM@STER LIVE THE@TER DREAMERS 05                         | 木下日向（田村奈央）、四條貴音（原由實）、豐川風花（末柄里惠）、野野原茜（小笠原早紀）、雙海亞美（下田麻美）、松田亞利沙（村川梨衣）、三浦梓（高橋智秋）、百瀨莉緒（山口立花子）、横山奈緒（渡部優衣）、ROCO（中村溫姬）                                                    | 「Dreaming!」                                                    | 遊戲《偶像大師 百萬人演唱會！》相關歌曲          |
| 1月27日  | THE IDOLM@STER LIVE THE@TER DREAMERS 05                         | 松田亞利沙（村川梨衣）、横山奈緒（渡部優衣） | 「」                                                             | 遊戲《偶像大師 百萬人演唱會！》相關歌曲          |
| 1月30日  | THE IDOLM@STER LIVE THE@TER SOLO COLLECTION Vo.03 Vocal Edition | 松田亞利沙（村川梨衣） | 「HOME, SWEET FRIENDSHIP」                                       | 遊戲《偶像大師 百萬人演唱會！》相關歌曲          |
| 2月17日  |                                                                 | Criticrista | 「」                                                             | 遊戲《SHOW BY ROCK!!》相關歌曲                   |
| 2月24日  | LoSe±CoNtRoL                                                    | 兔子（村川梨衣）、旗袍（沖佳苗）、體操服（山崎遙） | 「Uniform Resource Name」                                        | 電視動畫《紅殼的潘朵拉》相關歌曲                 |
| 5月2日   | 請問您今天要來點兔子嗎？？ BD、DVD第5卷特典CD                   | 智麻惠隊 | 「」                                                             | 電視動畫《請問您今天要來點兔子嗎？？》相關歌曲   |
| 6月3日   | 請問您今天要來點兔子嗎？？ BD、DVD第6卷特典CD                   | 心愛（佐倉綾音）、智乃（水瀨祈）、理世（種田梨沙）、千夜（佐藤聰美）、紗路（內田真禮）、麻耶（德井青空）、惠（村川梨衣） | 「」                                                             | 電視動畫《請問您今天要來點兔子嗎？？》相關歌曲   |
| 7月6日   | 電視動畫「夢幻之星Online2」角色歌CD                             | 近衛美嘉（村川梨衣） | 「」                                                             | 電視動畫《夢幻之星Online2》相關歌曲              |
| 7月20日  |                                                                 | Criticrista | 「」 「」                                                        | 電視動畫《SHOW BY ROCK!!》相關歌曲               |
| 9月7日   | THE IDOLM@STER THE@TER ACTIVITIES 01                            | 七尾百合子（伊藤美來）、天空橋朋花（小岩井小鳥）、箱崎星梨花（麻倉桃）、松田亞利沙（村川梨衣）、ROCO（中村溫姬） | 「」 「DIAMOND DAYS」                                            | 遊戲《偶像大師 百萬人演唱會！》相關歌曲          |
| 9月28日  | 請問您今天要來點兔子嗎？？ 角色歌系列05 惠                      | 惠（村川梨衣） | 「」 「」 「」                                                   | 電視動畫《請問您今天要來點兔子嗎？？》相關歌曲   |
| 10月19日 |                                                                 | Criticrista | 「」                                                             | 電視動畫《SHOW BY ROCK!!#》插入曲                |
| 10月19日 | 「Colorful Snow Drop」                                          | Criticrista | 電視動畫《SHOW BY ROCK!!#》相關歌曲                              |                                                  |
| 10月19日 | THE BEST of ETOTAMAX～～                                        | 嶽（下野紘）、小喵（村川梨衣） | 「」                                                             | 電視動畫《干支魂》相關歌曲                       |
| 11月25日 | 智麻惠隊／chimame march                                         | 智麻惠隊 | 「」 「CANDY COLOR DAYS」 「」 「Daydream café～智麻惠隊Ver.～」 | 電視動畫《請問您今天要來點兔子嗎？？》相關歌曲   |
| 11月25日 | 智麻惠隊／chimame march                                         | 智乃（水瀨祈）、惠（村川梨衣） | 「」                                                             | 電視動畫《請問您今天要來點兔子嗎？？》相關歌曲   |
| 11月25日 | 智麻惠隊／chimame march                                         | 惠（村川梨衣） | 「」                                                             | 電視動畫《請問您今天要來點兔子嗎？？》相關歌曲   |
| 11月25日 | 智麻惠隊／chimame march                                         | 麻耶（德井青空）、惠（村川梨衣） | 「」                                                             | 電視動畫《請問您今天要來點兔子嗎？？》相關歌曲   |
| 12月21日 | 無畏魔女 片尾曲合輯                                             | 雁淵光（加隈亞衣）、妮卡·愛德華汀·卡塔雅南（高森奈津美）、管野直枝（村川梨衣） | 「LITTLE WING ～Spirit of LINDBERG～」                           | 電視動畫《無畏魔女》片尾曲                       |
| 12月21日 | 無畏魔女 片尾曲合輯                                             | 沃楚德·庫平斯基（石田嘉代）、妮卡·愛德華汀·卡塔雅南（高森奈津美）、管野直枝（村川梨衣） | 「LITTLE WING ～Spirit of LINDBERG～」                           | 電視動畫《無畏魔女》片尾曲                       |
| 12月21日 | 無畏魔女 片尾曲合輯                                             | 管野直枝（村川梨衣）、雁淵光（加隈亞衣） | 「LITTLE WING ～Spirit of LINDBERG～」                           | 電視動畫《無畏魔女》片尾曲                       |
| 12月21日 | 無畏魔女 片尾曲合輯                                             | 雁淵孝美（末柄里惠）、管野直枝（村川梨衣）、妮卡·愛德華汀·卡塔雅南（高森奈津美）、沃楚德·庫平斯基（石田嘉代）、亞歷珊朵拉·I·波克爾什金（原由實）、喬潔特·萊馬爾（照井春佳）、下原定子（水谷麻鈴）、艾荻塔·珞斯曼（五十嵐裕美）、昆杜菈·拉爾（佐藤利奈）                     | 「LITTLE WING ～Spirit of LINDBERG～」                           | 電視動畫《無畏魔女》片尾曲                       |
| 12月21日 | 無畏魔女 片尾曲合輯                                             | 雁淵光（加隈亞衣）、雁淵孝美（末柄里惠）、管野直枝（村川梨衣）、妮卡·愛德華汀·卡塔雅南（高森奈津美）、沃楚德·庫平斯基（石田嘉代）、亞歷珊朵拉·I·波克爾什金（原由實）、喬潔特·萊馬爾（照井春佳）、下原定子（水谷麻鈴）、艾荻塔·珞斯曼（五十嵐裕美）、昆杜菈·拉爾（佐藤利奈） | 「LITTLE WING ～Spirit of LINDBERG～」                           | 電視動畫《無畏魔女》片尾曲                       |
| 2017年   |                                                                 | |                                                                  |                                                  |
| 2月22日  |                                                                 | 桃原奈月（村川梨衣） | 「」                                                             | 電視動畫《One Room》主題曲                       |

### 其他參加歌曲
| 發售日   | 商品名稱                                                         | 演唱                                               | 歌曲   | 備註                                                          |
| 2011年   | 2011年                                                           | 2011年                                             | 2011年 | 2011年                                                        |
| -------- | ---------------------------------------------------------------- | -------------------------------------------------- | ------ | ------------------------------------------------------------- |
| 10月26日 | FINAL FANTASY 零式 原聲帶                                        | 菅谷彌生、村川梨衣、五十嵐由佳、花島彩香、荒川美穗 | 「」   | 遊戲《Final Fantasy 零式》插入曲                              |
| 2014年   |                                                                  |                                                    |        |                                                               |
| 7月16日  | 愛絲卡&羅吉的鍊金工房～黃昏天空之鍊金術士～ 原聲帶 the Animation | 村川梨衣                                           | 「」   | 電視動畫《愛絲卡&羅吉的鍊金工房～黃昏天空之鍊金術士～》片頭曲 |

### 補充說明
1. ↑  《佐藤利奈のあの空で逢いましょう♪F》第286回

### 團體成員
1. 1 2  天海春香（中村繪里子）、春日未來（山崎遙）、如月千早（今井麻美）、木下日向（田村奈央）、四條貴音（原由實）、茱莉亞（愛美）、高山紗代子（駒形友梨）、田中琴葉（種田梨沙）、天空橋朋花（小岩井小鳥）、箱崎星梨花（麻倉桃）、松田亞利沙（村川梨衣）、三浦梓（高橋智秋）、水瀨伊織（釘宮理惠）、最上靜香（田所梓）、望月杏奈（夏川椎菜）、矢吹可奈（木戶衣吹）、艾米莉·斯圖亞特（郁原優）、大神環（稻川英里）、我那霸響（沼倉愛美）、菊地真（平田宏美）、北上麗花（平山笑美）、高坂海美（上田麗奈）、佐竹美奈子（大關英里）、島原埃琳娜（角元明日香）、高槻彌生（仁後真耶子）、永吉昴（齊藤佑圭）、野野原茜（小笠原早紀）、馬場木實（高橋未奈美）、福田法子（濱崎奈奈）、舞濱步（戶田惠）、真壁瑞希（阿部里果）、百瀨莉緒（山口立花子）、橫山奈緒（渡部優衣）、秋月律子（若林直美）、伊吹翼（Machico）、北澤志保（雨宮天）、篠宮可憐（近藤唯）、周防桃子（渡部惠子）、德川茉莉（諏訪彩花）、所惠美（藤井幸代）、豐川風花（末柄里惠）、中谷育（原嶋燈）、七尾百合子（伊藤美來）、二階堂千鶴（野村香菜子）、萩原雪步（淺倉杏美）、ROCO（中村溫姬）、雙海亞美 / 真美（下田麻美）、星井美希（長谷川明子）、宮尾美也（桐谷蝶蝶）
2. ↑  春日未來（山崎遙）、木下日向（田村奈央）、茱莉亞（愛美）、高山紗代子（駒形友梨）、田中琴葉（種田梨沙）、天空橋朋花（小岩井小鳥）、箱崎星梨花（麻倉桃）、松田亞利沙（村川梨衣）、最上靜香（田所梓）、望月杏奈（夏川椎菜）、矢吹可奈（木戶衣吹）、艾米莉·斯圖亞特（郁原優）、大神環（稻川英里）、北上麗花（平山笑美）、高坂海美（上田麗奈）、佐竹美奈子（大關英里）、島原埃琳娜（角元明日香）、永吉昴（齊藤佑圭）、野野原茜（小笠原早紀）、馬場木實（高橋未奈美）、福田法子（濱崎奈奈）、舞濱步（戶田惠）、真壁瑞希（阿部里果）、百瀨莉緒（山口立花子）、横山奈緒（渡部優衣）、伊吹翼（Machico）、北澤志保（雨宮天）、篠宮可憐（近藤唯）、周防桃子（渡部惠子）、德川茉莉（諏訪彩花）、所惠美（藤井幸代）、豐川風花（末柄里惠）、中谷育（原嶋燈）、七尾百合子（伊藤美來）、二階堂千鶴（野村香菜子）、ROCO（中村溫姬）、宮尾美也（桐谷蝶蝶）
3. 1 2 3 4 5 6 7  智乃（水瀨祈）、麻耶（德井青空）、惠（村川梨衣）
4. ↑  （村川梨衣）、（山本希望）
5. ↑  風間雷玟（佐倉綾音）、倉田由衣（村川梨衣）
6. ↑  天海春香（中村繪里子）、周防桃子（渡部惠子）、福田法子（濱崎奈奈）、松田亞利沙（村川梨衣）、橫山奈緒（渡部優衣）
7. ↑  （村川梨衣）、（後藤真里奈）
8. ↑  村川梨衣、大原沙耶香、松井惠理子、巽悠衣子、相坂優歌、內田真禮、生天目仁美、小澤亞李、淵上舞、戶田惠、佐佐木未來、本多真梨子、花守由美里
9. ↑  村川梨衣、松井惠理子、花守由美里
10. ↑  村川梨衣、松井惠理子、相坂優歌、花守由美里
11. 1 2  羅齊亞（日高里菜）、賈桂林（村川梨衣）
12. 1 2 3  羅齊亞（日高里菜）、月乃（茅野愛衣）、霍爾米（五十嵐裕美）、賈桂林（村川梨衣）
13. ↑  小澤亞李、井澤美香子、M・A・O、村川梨衣
14. ↑  村川梨衣、大坪由佳

## 外部連結
- 村川梨衣 Official Home Page｜日本古倫美亞 （页面存档备份，存于）（日語）
- 東京俳優生活協同組合資料 （页面存档备份，存于）（日語）
- *メープルバニラ* （页面存档备份，存于）（官方部落格）（日語）
- 村川梨衣的X（前Twitter）（日語）
- 村川梨衣Staff官方的X（前Twitter）（日語）